# Бобоев, Олимджон
Олимджон Бобоев (тадж. Олимҷон Бобоев; род. 5 января 1952, село Нилу, Гиссарский район, Таджикская ССР) — таджикский экономист, доктор экономических наук (1993), профессор (1994), академик Международной академии транспорта. Заслуженный деятель Таджикистана (1999), политик, председатель Партии экономических реформ Таджикистана. Министр транспорта и коммуникаций Республики Таджикистан (2010—2011).

## Биография
Олимджон Бобоев родился 5 января 1952 года в селе Нилу Гиссарского района. Окончил Таджикский политехнический институт по специальности инженер. Трудовую деятельность начал ассистентом кафедры экономики и организации производства Политехнического института Таджикистана.
- 1975—1979 гг. — аспирант Московской академии государственного управления имени С. Орженикидзе,
- 1979—1991 гг. — ассистент, доцент, заведующий кафедрой экономики и организации транспорта Таджикского политехнического института.
- 1991—1993 гг. — докторант Института мировой экономики и международных отношений АН РТ.
- 1993—1994 гг. — декан Таджикского политехнического института,
- 1994—2000 — ректор Таджикского государственного университета бизнеса.
- 2001—2003 гг. — директор НИИ «Наклиёт» Министерства транспорта Республики Таджикистан.
- 2003—2008 гг. — ректор Института транспорта Таджикистана.
- 2008—2009 гг. — заместитель министра транспорта и коммуникаций Республики Таджикистан.
- 2009—2010 гг. — ректор Института экономики Таджикистана.
- 2010—2011 гг. — Министр транспорта и коммуникаций Республики Таджикистан,
- 2011—2015 гг. — директор Института экономики и этнологии АН РТ.

## Научная деятельность
Автор более 100 статей, книг и научных тезисов, в которых рассматриваются экономические основы предпринимательской деятельности, вопросы организации и управления предприятиями в рыночных условиях, адаптации промышленных предприятий к рынку в зависимости от транспортного фактора, вопросы рыночной логистики.

## Политическая деятельность
Олимджон Бобоев был избран председателем Партии экономических реформ Таджикистана на первом съезде партии (в 2005 году).
Принимал участие в Президентских выборах Республики Таджикистан 2006 года в качестве кандидата от ПЭРТ и после Эмомали Рахмона (победитель президентских выборов) получил наибольшее количество голосов (6,2 %) среди других кандидатов на выборах.
Во второй раз Олимджон Бобоев принял участие в президентских выборах 2013 года в качестве кандидата. На этот раз он набрал 3,91 % голосов.
Принимал участие в выборах депутатов Маджлиси Намояндагон Маджлиси Оли Республики Таджикистан в 2015 году. 1 марта 2015 года избран депутатом Маджлиси Намояндагон Маджлиси Оли Республики Таджикистан от единого общереспубликанского избирательного округа Партии экономических реформ Таджикистана.

## Награды
- Заслуженный деятель Таджикистана (1999 год).
- Памятный знак «МПА СНГ. 25 лет» (27 марта 2017 года, Межпарламентская ассамблея СНГ) — за содействие в деятельности Межпарламентской Ассамблеи и её органов[5].

## Работы
- Пути повышения организационно-технического уровня развития предприятий (монография). Д., 1991;
- Асосҳои иқтисодии фаъолияти соҳибкорӣ. Д., 1996;
- Нақшаи соҳибкорӣ (соавтор), Д., 1997;
- Логистикаи бозор. Д., 1998;
- Ташкил ва идораи корхона. Д., 2006;
- Маркетолгистика. Д., 2012;
- Масъалаҳои ташкил ва идораи корхона дар шароити бозор. Д., 2012.